# Hrabstwo Torrance
Hrabstwo Torrance (ang. Torrance County) – hrabstwo w stanie Nowy Meksyk w Stanach Zjednoczonych.

## Miasta
- Estancia
- Moriarty
- Mountainair

## Wioski
- Encino
- Willard

## CDP
- Duran
- Indian Hills
- Manzano
- McIntosh
- Tajique
- Torreon